# Seznam vrcholů v Ještědsko-kozákovském hřbetu

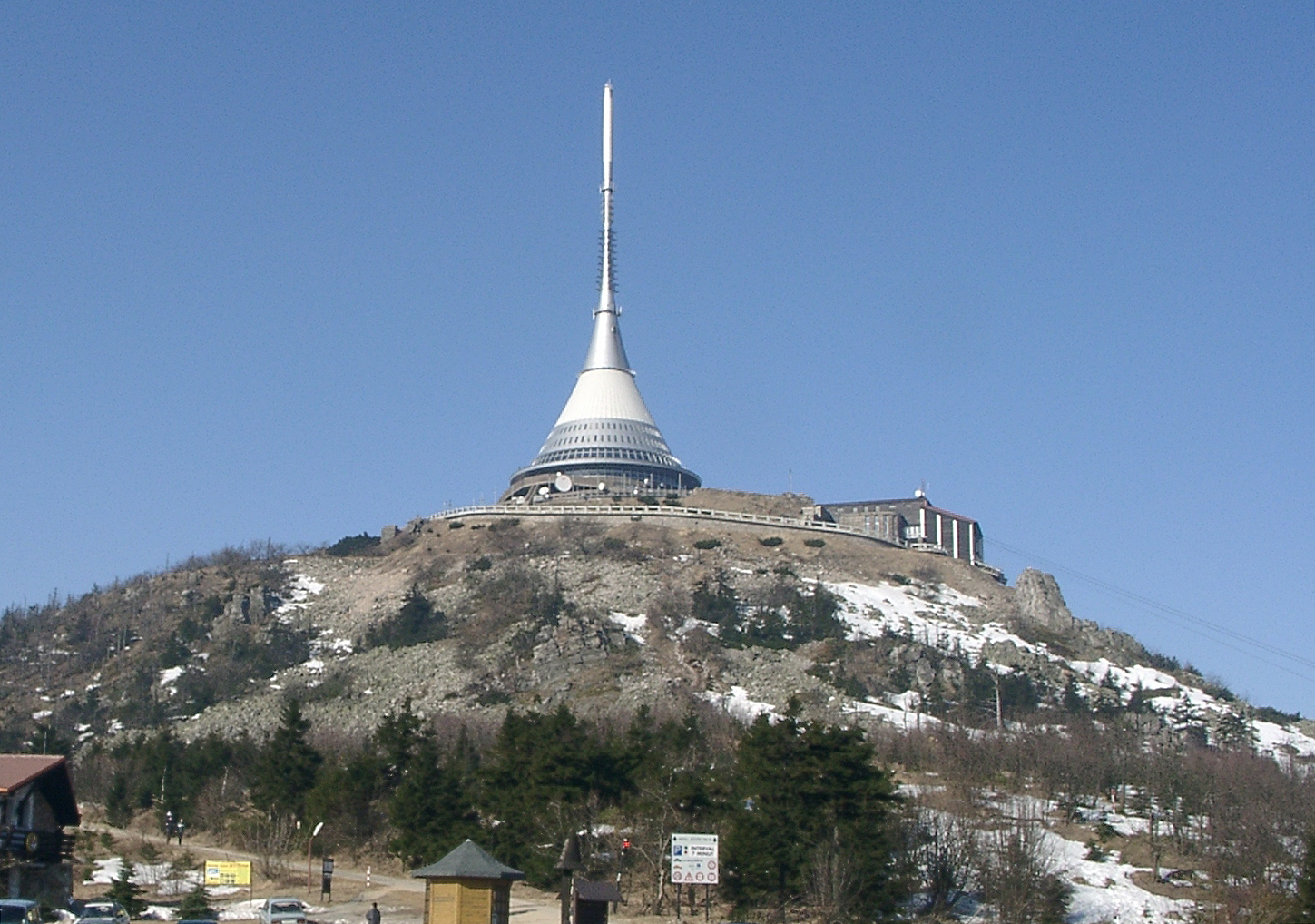
Ještěd, nejvyšší vrchol pohoří

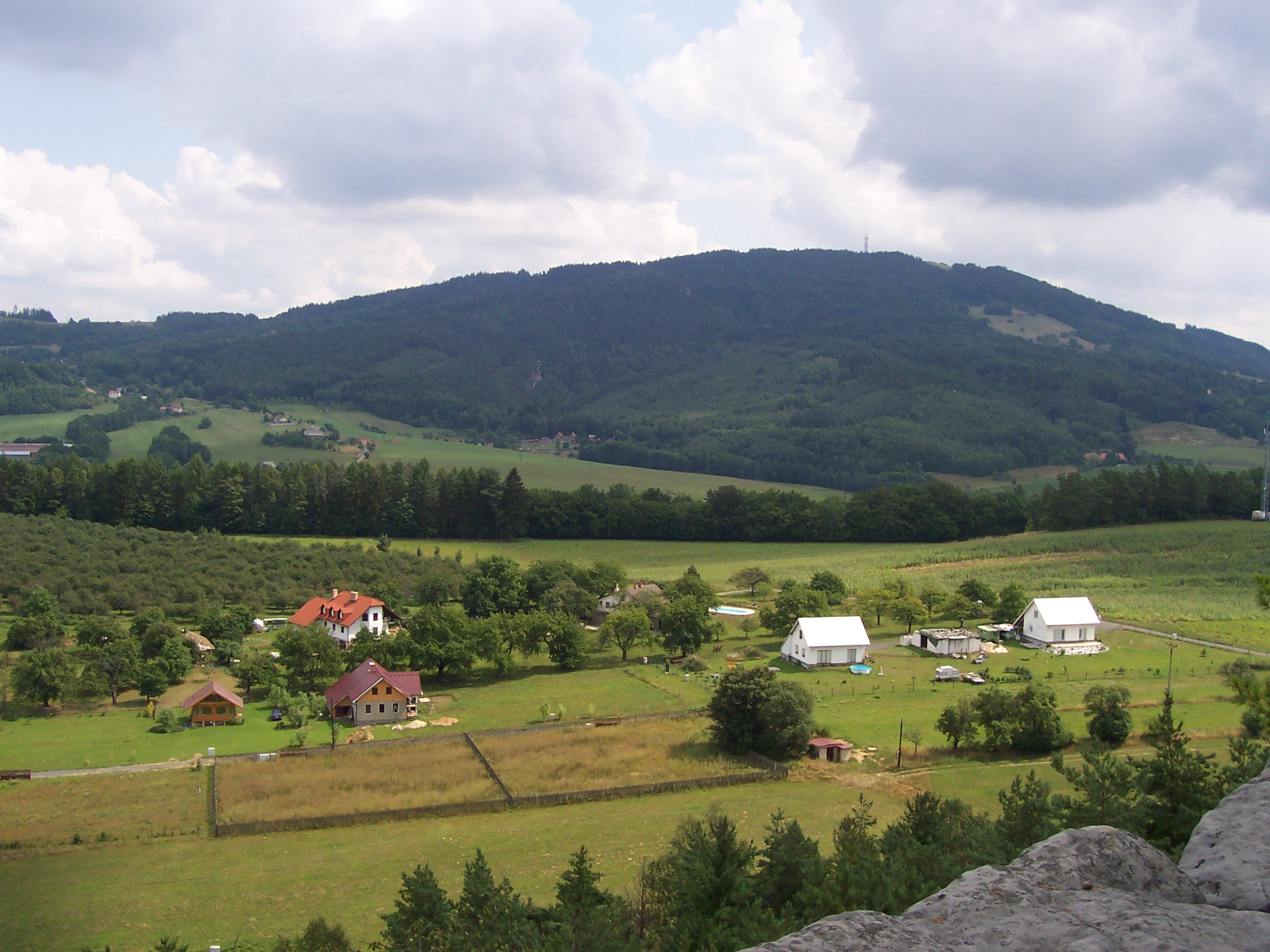
Kozákov, 2. nejprominentnější

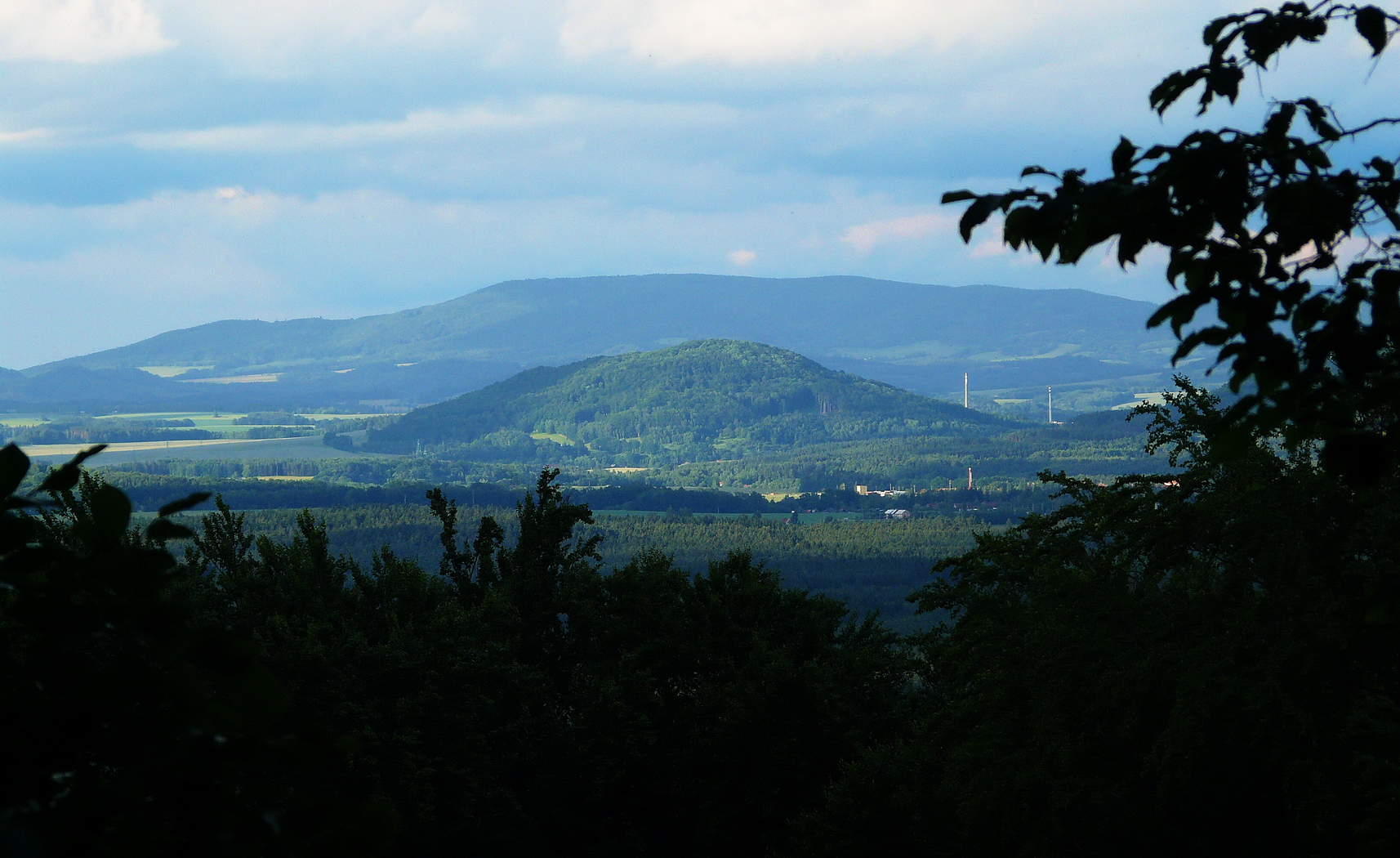
Vápenný, 3. nejprominentnější

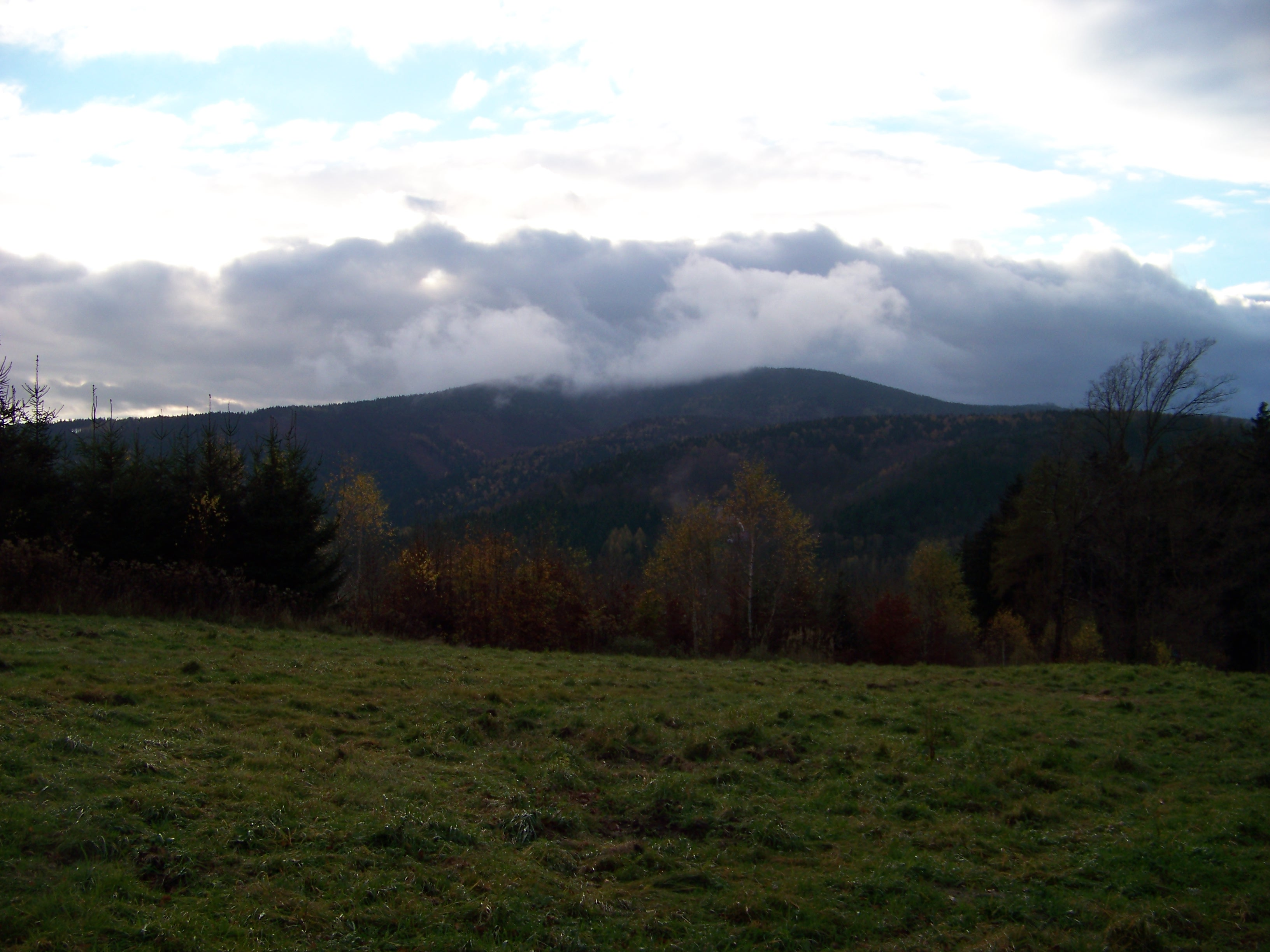
Dlouhá hora, 4. nejprominentnější

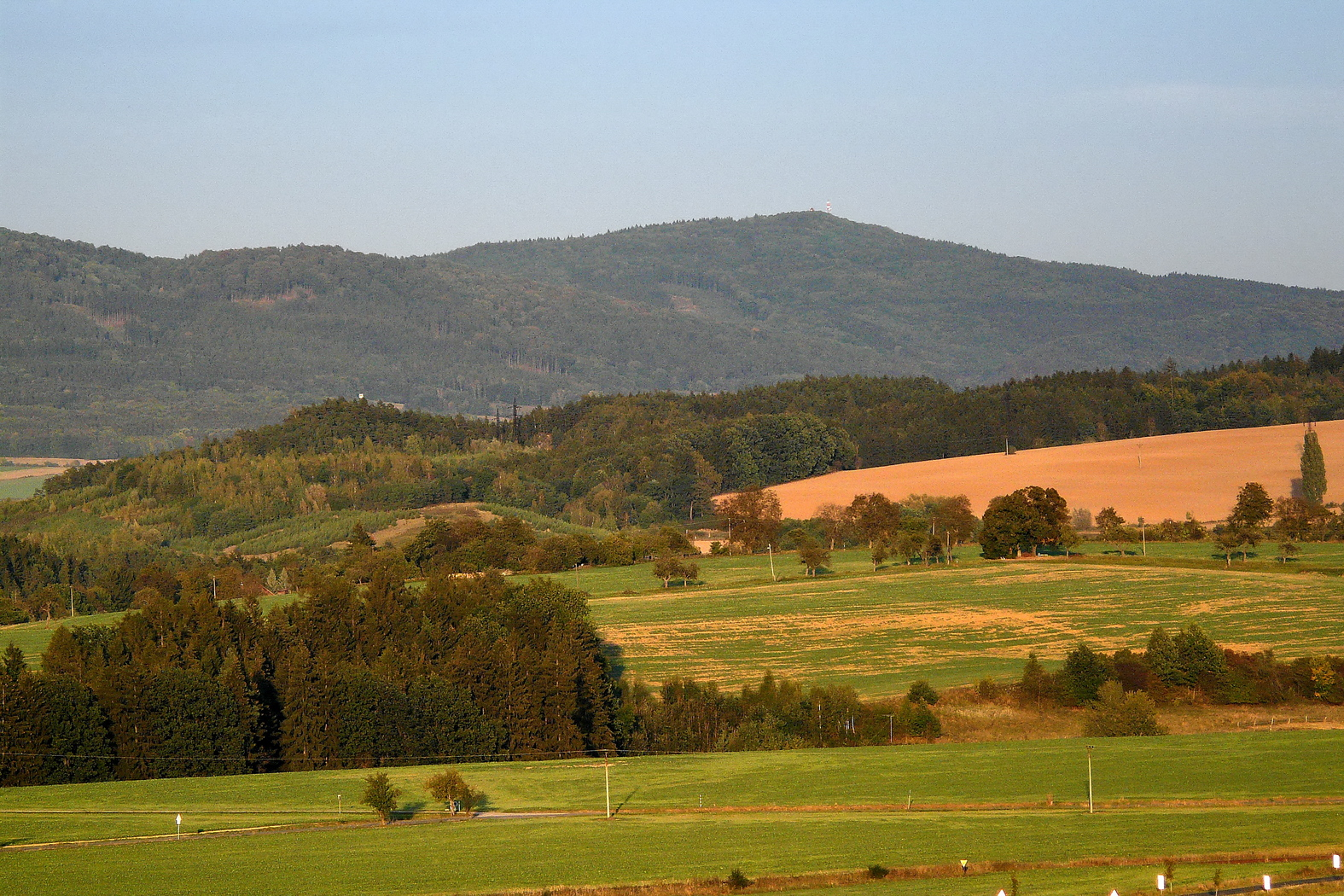
Tábor, 6. nejprominentnější

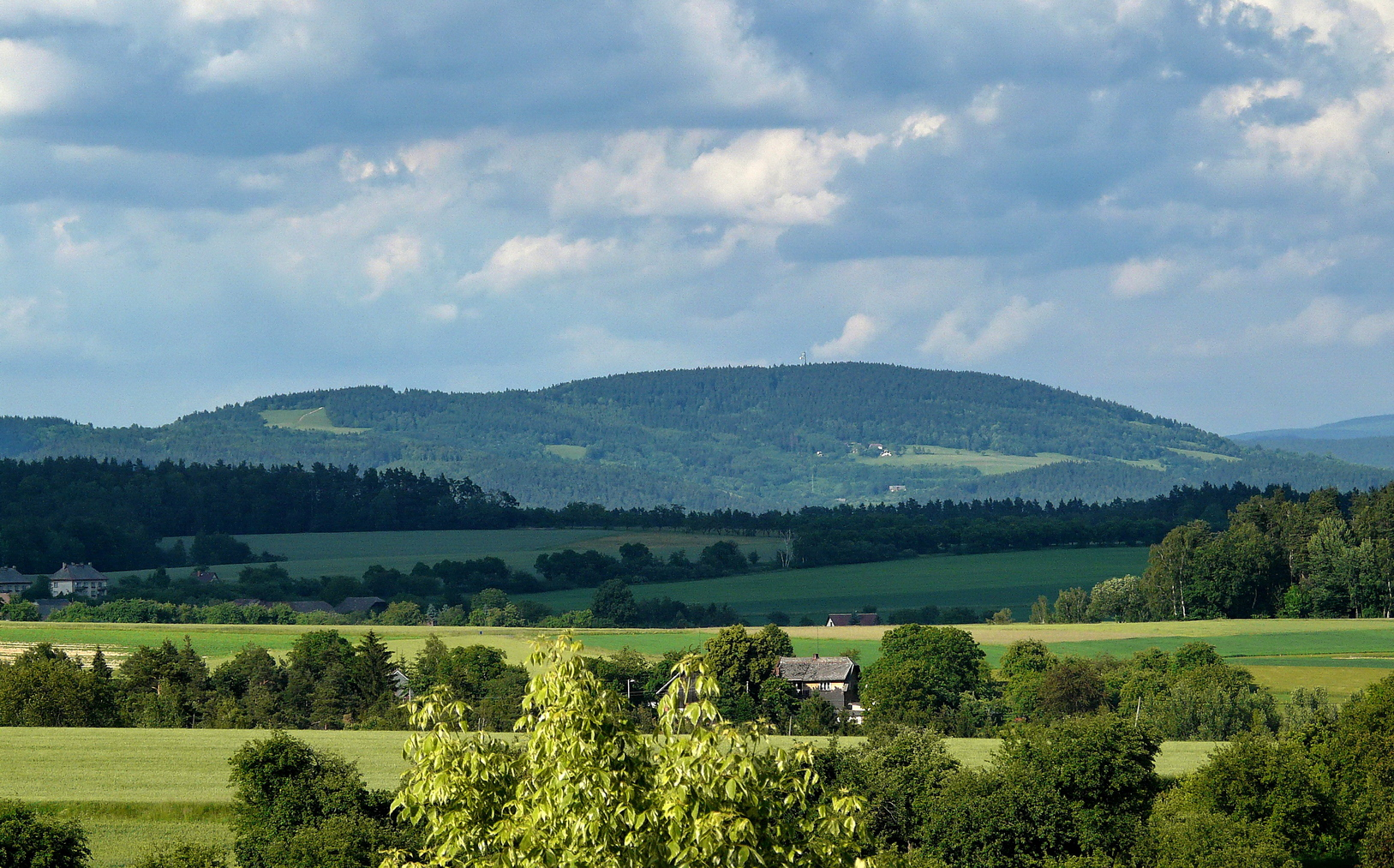
Javorník, 7. nejprominentnější

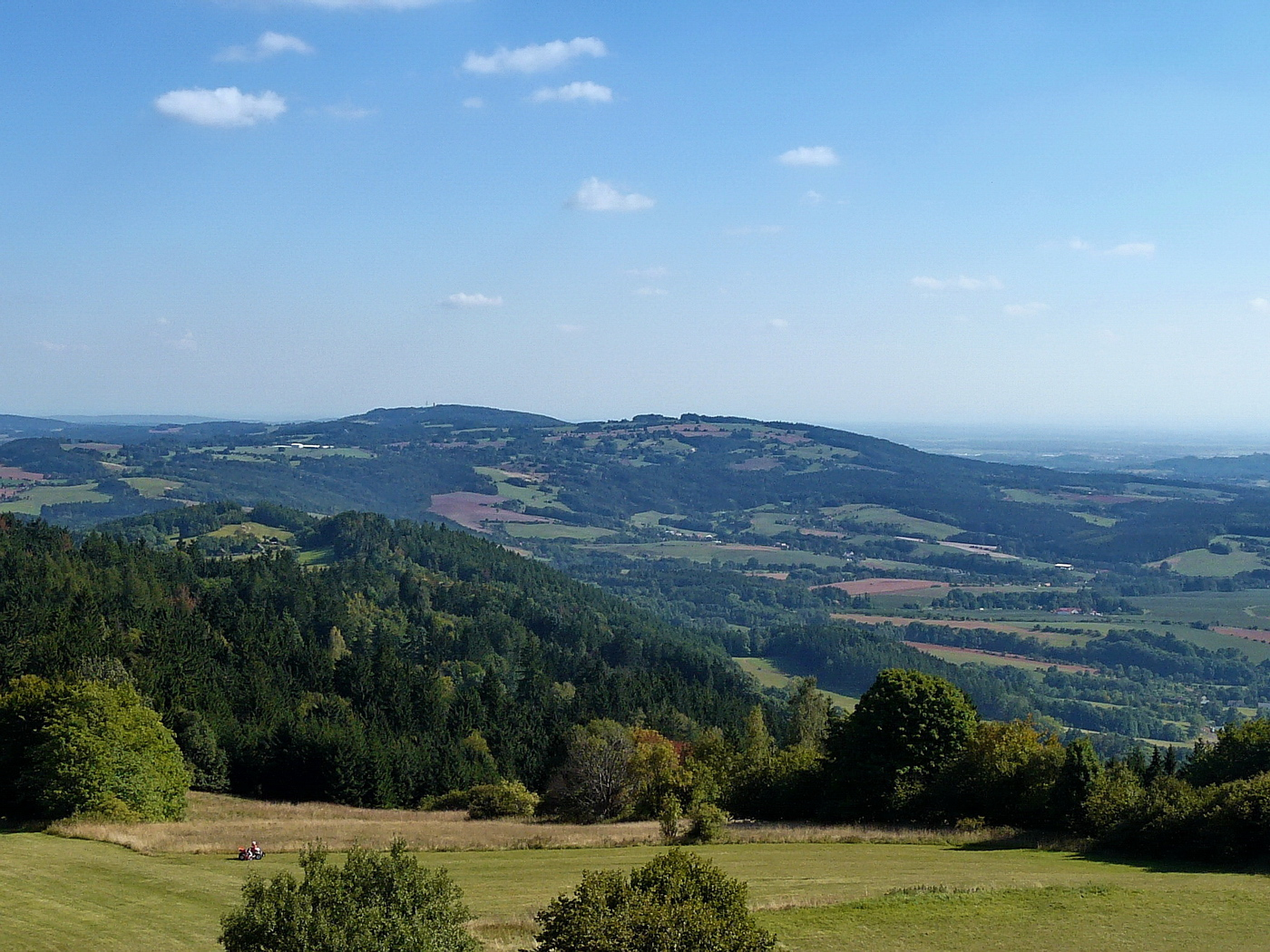
Ředice, 8. nejprominentnější

Seznam vrcholů v Ještědsko-kozákovském hřbetu zahrnuje nejvyšší hory s nadmořskou výškou nad 650 m a také všechny hory s prominencí (relativní výškou) nad 100 metrů. Seznam vychází z údajů na Mapy.cz a ze základních topografických map ČR. Jako hranice pohoří je uvažována hranice stejnojmenného geomorfologického celku.

## Seznam vrcholů podle výšky
Seznam vrcholů podle výšky obsahuje všechny hory Ještědsko-kozákovského hřbetu s nadmořskou výškou alespoň 650 m a prominencí alespoň 15 metrů. Celkem jich je 16, z toho 13 v Ještědském hřbetu a 3 v Kozákovském hřbetu.
| #   | Vrchol            | Výška (m n. m.) | Promi- nence | Izolace (km)             | Souřadnice                       | Podcelek         |
| --- | ----------------- | --------------- | ------------ | ------------------------ | -------------------------------- | ---------------- |
| 01. | Ještěd            | 1012            | 517          | 18,1 → Holubník          | 50°43′56″ s. š., 14°59′07″ v. d. | Ještědský hřbet  |
| 02. | Černý vrch        | 0949            | 022          | 00,4 → Ještěd            | 50°43′40″ s. š., 14°59′20″ v. d. | Ještědský hřbet  |
| 03. | Hlubocký hřeben   | 0851            | 068          | 01,4 → Černý vrch        | 50°42′56″ s. š., 15°00′45″ v. d. | Ještědský hřbet  |
| 04. | Černá hora        | 0811            | 044          | 01,2 → Ještěd            | 50°45′08″ s. š., 14°58′54″ v. d. | Ještědský hřbet  |
| 05. | Vápenný           | 0790            | 210          | 07,0 → Černá hora        | 50°47′18″ s. š., 14°53′53″ v. d. | Ještědský hřbet  |
| 06. | Rozsocha          | 0767            | 056          | 01,5 → Černá hora        | 50°45′54″ s. š., 14°58′09″ v. d. | Ještědský hřbet  |
| 07. | Malý Ještěd       | 0754            | 057          | 01,9 → Černá hora        | 50°44′46″ s. š., 14°56′40″ v. d. | Ještědský hřbet  |
| 08. | Dlouhá hora       | 0748            | 173          | 01,5 → Vápenný           | 50°47′25″ s. š., 14°55′25″ v. d. | Ještědský hřbet  |
| 09. | Kozákov           | 0745            | 285          | 12,7 → Černá studnice    | 50°35′38″ s. š., 15°15′48″ v. d. | Kozákovský hřbet |
| 10. | Zdislavský Špičák | 0688            | 023          | 00,7 → Vápenný           | 50°46′30″ s. š., 14°53′56″ v. d. | Ještědský hřbet  |
| 11. | Malý Vápenný      | 0687            | 054          | 01,0 → Zdislavský Špičák | 50°46′04″ s. š., 14°54′34″ v. d. | Ještědský hřbet  |
| 12. | Javorník          | 0685            | 117          | 03,3 → Hlubocký hřeben   | 50°41′29″ s. š., 15°04′49″ v. d. | Ještědský hřbet  |
| 13. | Tábor             | 0683            | 205          | 11,9 → Kozákov           | 50°30′33″ s. š., 15°22′00″ v. d. | Kozákovský hřbet |
| 14. | Lom               | 0683            | 088          | 01,4 → Malý Vápenný      | 50°45′25″ s. š., 14°55′16″ v. d. | Ještědský hřbet  |
| 15. | Ředice            | 0664            | 106          | 01,8 → Tábor             | 50°31′00″ s. š., 15°20′22″ v. d. | Kozákovský hřbet |
| 16. | Kopanina          | 0657            | 094          | 03,6 → Maršovický vrch   | 50°39′36″ s. š., 15°09′56″ v. d. | Ještědský hřbet  |

## Seznam vrcholů podle prominence
Seznam vrcholů podle prominence obsahuje všechny hory Ještědsko-kozákovského hřbetu s prominencí (relativní výškou) nad 100 metrů, bez ohledu na nadmořskou výšku. Celkem jich je 8, z toho 5 v Ještědském hřbetu a 3 v Kozákovském. Nejprominentnější horou je nejvyšší Ještěd, druhou nejprominentnější horou je Kozákov, který je až 9. nejvyšší.
| #   | Vrchol      | Výška (m n. m.) | Promi- nence | Izolace (km)           | Souřadnice                       | Podcelek         |
| --- | ----------- | --------------- | ------------ | ---------------------- | -------------------------------- | ---------------- |
| 01. | Ještěd      | 1012            | 517          | 18,1 → Holubník        | 50°43′56″ s. š., 14°59′07″ v. d. | Ještědský hřbet  |
| 02. | Kozákov     | 0745            | 285          | 12,7 → Černá studnice  | 50°35′38″ s. š., 15°15′48″ v. d. | Kozákovský hřbet |
| 03. | Vápenný     | 0790            | 210          | 07,0 → Černá hora      | 50°47′18″ s. š., 14°53′53″ v. d. | Ještědský hřbet  |
| 04. | Tábor       | 0683            | 205          | 11,9 → Kozákov         | 50°30′33″ s. š., 15°22′00″ v. d. | Kozákovský hřbet |
| 05. | Dlouhá hora | 0748            | 173          | 01,5 → Vápenný         | 50°47′25″ s. š., 14°55′25″ v. d. | Ještědský hřbet  |
| 06. | Ovčí hora   | 0496            | 141          | 01,7 → Dlouhá hora     | 50°47′45″ s. š., 14°58′18″ v. d. | Ještědský hřbet  |
| 07. | Javorník    | 0685            | 117          | 03,3 → Hlubocký hřeben | 50°41′29″ s. š., 15°04′49″ v. d. | Ještědský hřbet  |
| 08. | Ředice      | 0664            | 106          | 01,8 → Tábor           | 50°31′00″ s. š., 15°20′22″ v. d. | Kozákovský hřbet |

## Seznam ultratisícovek
Ultratisícovky jsou hory s nadmořskou výškou alespoň 1000 metrů, prominencí (převýšením od klíčového sedla) alespoň 100 metrů a izolací alespoň 1 km. Jsou tedy průnikem nejvyšších a nejprominentnějších hor. Jedinou ultratisícovkou Ještědsko-kozákovského hřbetu je Ještěd.
| #   | Vrchol | Výška (m n. m.) | Promi- nence | Izolace (km)    | Souřadnice                       | Podcelek        |
| --- | ------ | --------------- | ------------ | --------------- | -------------------------------- | --------------- |
| 01. | Ještěd | 1012            | 517          | 18,1 → Holubník | 50°43′56″ s. š., 14°59′07″ v. d. | Ještědský hřbet |